# Han Pingdi
Han Pingdi, Ping Di (漢平帝, 9 p.n.e. – 6 n.e.) – cesarz chiński z dynastii Han w okresie 1 p.n.e. – 6 n.e.

## Życiorys
Wnuk cesarza Yuandi, kuzyn poprzedniego władcy Ai Di, wstąpił na tron w wieku lat 9. Cesarzowa wdowa Wang, żona cesarza Yuandi, babka Pinga ustanowiła regentem Wang Manga, który następnie w wyniku przedwczesnej śmierci małoletniego monarchy przejął władzę.